# Марсден, Джеймс
Дже́ймс Пол Ма́рсден (англ. James Paul Marsden; род. 18 сентября 1973, Стиллуотер, Оклахома) — американский актёр. Известен ролью Нила Оливера в фильме «Трасса 60», ролью Лона Хэммонда-младшего в мелодраме «Дневник памяти», ролью Циклопа во франшизе «Люди Икс», а также ролью Ричарда Уайта в «Возвращении Супермена».

## Биография
Родился в Оклахоме, в семье Кэтлин (урождённая Шольц) и Джеймса Лютера Марсдена. Его отец (профессор зоотехнии и промышленности в Университете штата Канзас) и мать (диетолог) развелись, когда Джеймсу было 9 лет.
У актёра есть две младшие сестры — Дженнифер и Элизабет, и два брата — Джефф и Роберт.
Учился в школе Putnam City North High School в Оклахома-Сити. Затем посещал государственный университет в Оклахоме (англ. Oklahoma State University), где изучал радиожурналистику. Не закончив его, переехал в Лос-Анджелес, чтобы продолжить актёрскую карьеру. Во время учёбы был членом братства «Delta Таu Delta».

## Карьера
Свою первую роль получил в 1993 году в телесериале «Няня», где сыграл роль Эдди, парня Маргарет Шеффилд (Николь Том). В том же году получил роль Чэда Вестерфилда в телесериале «Спасённые звонком: Новый класс» и одну из главных ролей в телесериале «Нас пятеро». Джеймс Марсден пробовался на одну из главных ролей в «Первобытном страхе» (1996), но роль в итоге получил Эдвард Нортон. Он также мог сыграть Шейна в фильме «Студия 54» (эта роль досталась Райану Филлиппу). В 1998 году получил главную роль в фильмах «Непристойное поведение» и «Сплетня». Снялся в тринадцати эпизодах телесериала «Элли Макбил» (2001—2002). В 2002 году снялся в главной роли в фильме Боба Гейла «Трасса 60».

### «Люди Икс»
В 2000 году был выбран на роль Циклопа в фильме «Люди Икс». В комиксах его персонажу уделено больше времени, нежели в фильмах. Его экранное время снижалось с каждым новым фильмом (особенно в фильме «Люди Икс: Последняя битва»). Однако его игра была хорошо принята критиками. За эту роль он был удостоен премии «Blockbuster» в категории «Лучшая мужская роль второго плана».
После того, как его персонаж умер, он исполнил камео в фильме «Люди Икс: Дни минувшего будущего», как это сделали другие его коллеги по первому фильму, Анна Пэкуин и Фамке Янссен.

### Прорыв

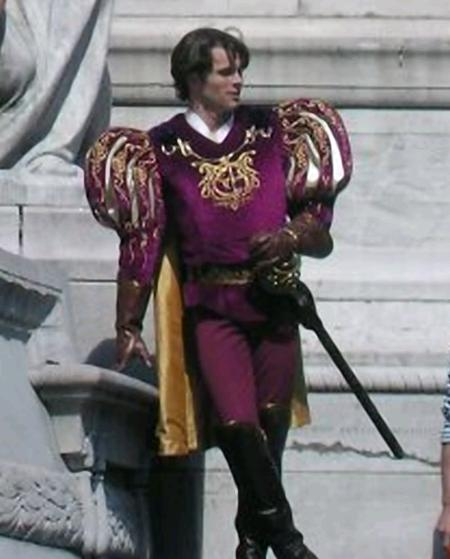
Джеймс Марсден на съёмках фильма «Зачарованная» (2006)

В 2004 году снялся в фильме «Дневник памяти», совместно с Рейчел Макадамс, Райаном Гослингом, Джеймсом Гарнером и Джиной Роулендс, снятый по роману Николаса Спаркса. В 2007 году снялся в экранизации бродвейского мюзикла «Лак для волос», с одноимённым названием. Его следующая роль была в фильме «Зачарованная», где он сыграл Принца Эдварда. Далее получил главную роль в фильме «27 свадеб», совместно с Кэтрин Хайгл. В 2008 году получил роль второго плана в подростковой комедии «Сексдрайв».
Выиграл премию Teen Choice Awards в номинации «Choice Movie: Актёр комедии» за роль в фильмах «Зачарованная» и «27 свадеб».
В 2009 году получил главную мужскую роль в триллере «Посылка», снятый по мотивам рассказа Ричарда Мэтисона «Кнопка, кнопка». В 2010 году снялся в фильме «Смерть на похоронах», снятый по одноимённому фильму.

### Последние работы
В 2011 году появился в телесериале «Американская семейка». В том же году снялся в главной роли в фильме «Бунт ушастых». Далее появился в ремейке одноимённого фильма «Соломенные псы».
С 2012 по 2013 год снимался в телесериале «Студия 30», где сыграл роль Крисса Кроса, парня (а позже мужа) главной героини Лиз Лемон (Тина Фей). Далее появился в таких независимых фильмах, как «Робот и Фрэнк», «Безвыходная ситуация», «Холостячки» и «Крут как я». В 2013 году снялся в фильме «Два ствола», где сыграл вместе с Дензелом Вашингтоном и Марком Уолбергом. Далее он снялся в фильме Ли Дэниелса «Дворецкий», где сыграл президента Джона Кеннеди. В 2014 году получил роль Джека в фильме «Телеведущий: И снова здравствуйте». В том же году снялся в фильме «Лучшее во мне», заменив Пола Уокера в главной роли.
В 2016 году Джеймс Марсден снялся в сериале «Мир Дикого запада» в роли Тедди Флуда, — одного из основных андроидов Мира Дикого запада, ежедневно пытающегося спасти свою девушку Долорес, и никогда не достигающего своей цели.

## Личная жизнь
С 22 июля 2000 года был женат на американской актрисе Мэри Элизабет Линде, дочери композитора Денниса Линде. Линде подала на развод в сентябре 2011 года.
- Джек Холден Марсден (род.01.02.2001);
- Мэри Джеймс Марсден (род.10.08.2005)[7].

В 2012 году в течение нескольких месяцев встречался с бразильской моделью Роуз Коста.
- Уильям Лука Коста-Марсден (род.14.12.2012)[8].

Рекламировал марку Versace.

## Фильмография

### Кино
| Год       | Название на русском                     | Оригинальное название                    | Роль                   | Примечания                            |
| --------- | --------------------------------------- | ---------------------------------------- | ---------------------- | ------------------------------------- |
| 1994      | Коси газон!                             | No Dessert, Dad, Till You Mow the Lawn   | Тайлер Кокран          |                                       |
| 1995—1996 | За гранью возможного                    | Ride of Passage                          | Брэф                   |                                       |
| 1996      | Враг общества № 1                       | Public Enemies                           | Док Баркер             | сразу на видео                        |
| 1997      | Байки у костра                          | Campfire Tales                           | Эдди                   | новелла: The Hook                     |
| [ 9 ]     | Крестная мать                           |                                          | Лука                   |                                       |
| 1998      | Непристойное поведение                  | Disturbing Behavior                      | Стив Кларк             |                                       |
| 2000      | Сплетня                                 | Gossip                                   | Деррик Уэбб            |                                       |
| 2000      | Люди Икс                                | X-Men                                    | Скотт Саммерс / Циклоп |                                       |
| 2001      | Сахар и перец                           | Sugar & Spice                            | Джек Бартлетт          |                                       |
| 2001      | Образцовый самец                        | Zoolander                                | Джон Уилкс Бут         |                                       |
| 2002      | Трасса 60                               | Interstate 60                            | Нил Оливер             |                                       |
| 2003      | Люди Икс 2                              | X-Men 2                                  | Скотт Саммерс / Циклоп |                                       |
| 2004      | 24-й день                               | The 24th Day                             | Дэн                    |                                       |
| 2004      | Дневник памяти                          | The Notebook                             | Лон Хаммонд            |                                       |
| 2005      | Высоты                                  | Heights                                  | Джонатан               |                                       |
| 2006      | Алиби                                   | The Alibi                                | Уэнделл Хэтч           |                                       |
| 2006      | Пересечение 10-й и Вульф                | 10th & Wolf                              | Томми                  |                                       |
| 2006      | Люди Икс: Последняя битва               | X-Men: The Last Stand                    | Скотт Саммерс / Циклоп |                                       |
| 2006      | Возвращение Супермена                   | Superman Returns                         | Ричард Уайт            |                                       |
| 2007      | Лак для волос                           | Hairspray                                | Корни Коллинз          |                                       |
| 2007      | Зачарованная                            | Enchanted                                | принц Эдвард           |                                       |
| 2008      | 27 свадеб                               | 27 dresses                               | Кевин Дойл             |                                       |
| 2008      | Сексдрайв                               | Sexdrive                                 | Рекс Лафферти          |                                       |
| 2009      | Посылка                                 | The Box                                  | Артур Льюис            |                                       |
| 2010      | Смерть на похоронах                     | Death at a Funeral                       | Оскар                  |                                       |
| 2010      | Кошки против собак 2: Месть Китти Галор | Cats & Dogs: The Revenge of Kitty Galore | Диггс                  | мультфильм; озвучка                   |
| 2011      | Бунт ушастых                            | Hop                                      | Фред О’Хэр             |                                       |
| 2011      | Соломенные псы                          | Straw Dogs                               | Дэвид Самнер           |                                       |
| 2012      | Робот и Фрэнк                           | Robot & Frank                            | Хантер Уэлд            |                                       |
| 2012      | Холостячки                              | Bachelorette                             | Тревор                 |                                       |
| 2012      | Безвыходная ситуация                    | Small Apartments                         | Бернард Франклин       |                                       |
| 2013      | Крут как я                              | As Cool As I Am                          | Чак Даймонд            |                                       |
| 2013      | Два ствола                              | 2 Guns                                   | коммандер Куинс        |                                       |
| 2013      | Дворецкий                               | The Butler                               | Джон Ф. Кеннеди        |                                       |
| 2013      | Сказание о принцессе Кагуя              | かぐや姫の物語                           | принц Ишитцукури       | мультфильм; озвучка английской версии |
| 2013      | Телеведущий 2: И снова здравствуйте     | Anchorman: The Legend Continues          | Джек Лайм              |                                       |
| 2014      | Блондинка в эфире                       | Walk of Shame                            | Гордон                 |                                       |
| 2014      | Люди Икс: Дни минувшего будущего        | X-Men: Days of Future Past               | Скотт Саммерс / Циклоп |                                       |
| 2014      | Добро пожаловать ко мне                 | Welcome to Me                            | Рич Раскин             |                                       |
| 2014      | Лучшее во мне                           | The Best of Me                           | Доусон Коул            |                                       |
| 2014      | Лофт                                    | The Loft                                 | Крис Вановен           |                                       |
| 2015      | Дорога в Голливуд                       | The D Train                              | Оливер Лоулесс         |                                       |
| 2015      | Любовная загвоздка                      | Accidental Love                          | Скотт                  |                                       |
| 2015      | Гризли                                  | Into the Grizzly Maze                    | Роуэн                  |                                       |
| 2015      | Между делом                             | Unfinished Business                      | Джим Спинч             |                                       |
| 2017      | Женский мозг                            | The Female Brain                         | Адам                   |                                       |
| 2017      | Шок и трепет                            | Shock and Awe                            | Уоррен Стробел         |                                       |
| 2018      | Приспешники                             | Henchmen                                 | Хэнк                   | мультфильм; озвучка                   |
| 2020      | Соник в кино                            | Sonic the Hedgehog                       | Том Ваковски           |                                       |
| 2021      | Босс-молокосос 2                        | The Boss Baby: Family Business           | Тим Темплтон           | мультфильм; озвучка                   |
| 2021      | My Little Pony: Новое поколение         | My Little Pony: A New Generation         | Хитч                   | мультфильм; озвучка                   |
| 2022      | Соник в кино 2                          | Sonic the Hedgehog 2                     | Том Ваковски           |                                       |
| 2022      | Зачарованная 2                          | Disenchanted                             | принц Эдвард           |                                       |
| 2023      | Щенячий патруль: Мегафильм              | PAW Patrol: The Mighty Movie             | Хэнк                   | мультфильм; озвучка                   |
| 2023      | Хитмен. Последнее дело                  | Knox Goes Away                           | Майлз Нокс             |                                       |
| 2024      | Незамороженный                          | Unfrosted                                | Эдсел Келлог III       |                                       |
| 2024      | Соник 3 в кино                          | Sonic the Hedgehog 3                     | Том Ваковски           |                                       |
| 2026      | Мстители: Судный день                   | Avengers: Doomsday                       | Скотт Саммерс / Циклоп |                                       |

### Телевидение
| Год       | Название на русском                    | Оригинальное название               | Роль                   | Примечания                                                         |
| --------- | -------------------------------------- | ----------------------------------- | ---------------------- | ------------------------------------------------------------------ |
| 1993      | Сектанты                               | In the Line of Duty: Ambush in Waco | Стивен Уиллис          | телефильм                                                          |
| 1993      | Спасённые звонком: Новый класс         | Saved by the Bell: The New Class    | Чед Уэстерфилд         | эпизод: Homecoming King                                            |
| 1993      | Няня                                   | The Nanny                           | Эдди                   | телесериал; 2 эпизода                                              |
| 1993      | —                                      | Joe’s Life                          | Брайан                 | эпизод: Parental Guidance Not Suggested?                           |
| 1994      | —                                      | Boogies Diner                       | Джейсон                | эпизод: Episode #2.28                                              |
| 1994      | Белый ужас                             | Search and Rescue                   | н/д                    | телефильм                                                          |
| 1994      | —                                      | Heavenly Road                       | Джереми                | телефильм                                                          |
| 1995      | Блоссом                                | Blossom                             | Джош                   | эпизод: The Date                                                   |
| 1995      | Нас пятеро                             | Party Of Five                       | Гриффин Холбрук        | эпизод: The Ides of March                                          |
| 1995      | Прикосновение ангела                   | Touched by an Angel                 | Джейк                  | эпизод: Angels on the Air                                          |
| 1995      | 919 на Пятой авеню                     | 919 Fifth Avenue                    | Уилл                   | телефильм                                                          |
| 1996      | —                                      | Gone in a Heartbeat                 | Майкл Галлер           | телефильм                                                          |
| 1996—1997 | —                                      | Second Noah                         | Рики Бекетт            | телесериал; основная роль                                          |
| 1997      | На грани невинности                    | On the Edge of Innocence            | Джейк Уокер            | телефильм                                                          |
| 1997      | Экстремальные охотники за привидениями | Extreme Ghostbusters                | н/д                    | мультсериал; эпизод: Ghost Apocalyptic Future; озвучка             |
| 1997      | Крёстная мать                          | Bella Mafia                         | Лука                   | телефильм                                                          |
| 1998      | За гранью возможного                   | The Outer Limits                    | Брав                   | эпизод: Rite of Passage                                            |
| 2001—2002 | Элли Макбил                            | Ally McBeal                         | Гленн Фой              | телесериал; 13 эпизодов                                            |
| 2009      | Робоцып                                | Robot Chicken                       | Джейсон Чемберс / Лион | мультсериал; эпизод: Especially the Animal Keith Crofford; озвучка |
| 2011      | Американская семейка                   | Modern Family                       | Барри                  | эпизод: Slow Down Your Neighbors                                   |
| 2012—2013 | Студия 30                              | 30 Rock                             | Крисс                  | телесериал; 13 эпизодов                                            |
| 2014—2016 | С приветом по планетам                 | Wander Over Yonder                  | Сэр Брэд Лучезарный    | мультсериал; 3 эпизода; озвучка                                    |
| 2016—2018 | Мир Дикого запада                      | Westworld                           | Тедди Флад             | телесериал; основная роль                                          |
| 2017      | На колёсах                             | Tour de Pharmacy                    | Рекс Ханикат           | короткометражный фильм                                             |
| 2019—2020 | Мёртв для меня                         | Dead to Me                          | Стив Вуд               | телесериал; основная роль                                          |
| 2020      | Миссис Америка                         | Mrs. America                        | Фил Крейн              | мини-сериал; роль второго плана                                    |
| 2020—2021 | Противостояние                         | The Stand                           | Стю Редман             | мини-сериал; основная роль                                         |
| 2022      | Зелёные яйца и ветчина                 | Green Eggs and Ham                  | Бо                     | мультсериал, озвучка                                               |
| 2023      | Мастера вечеринок                      | Party Down                          | Jack Botty             | телесериал, 2 серии                                                |
| 2023      | Быть присяжным                         | Jury Duty                           | Основной состав        | телесериал-реалити-мистификация                                    |